# Horner TV

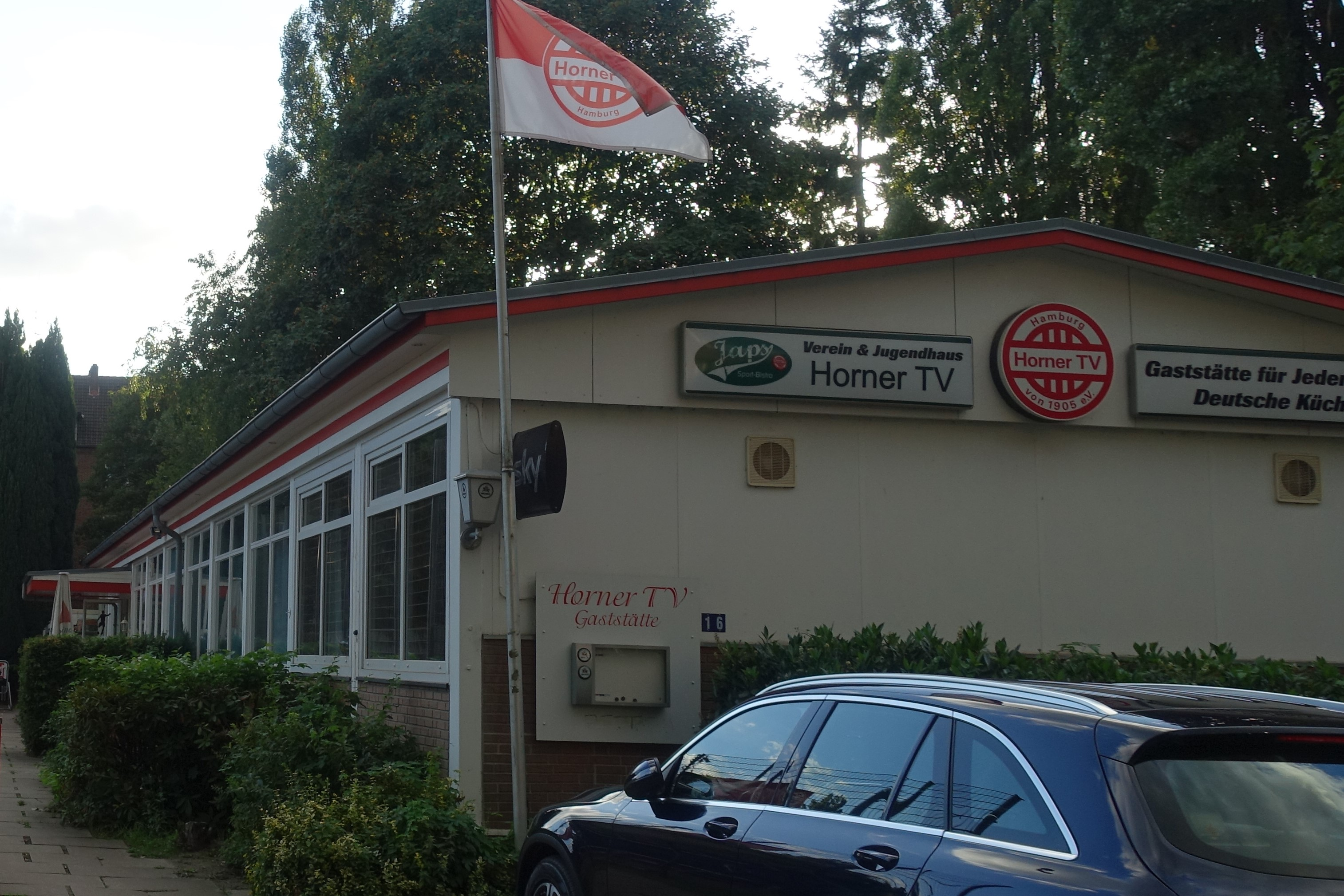
Horner TV Vereinshaus 2018

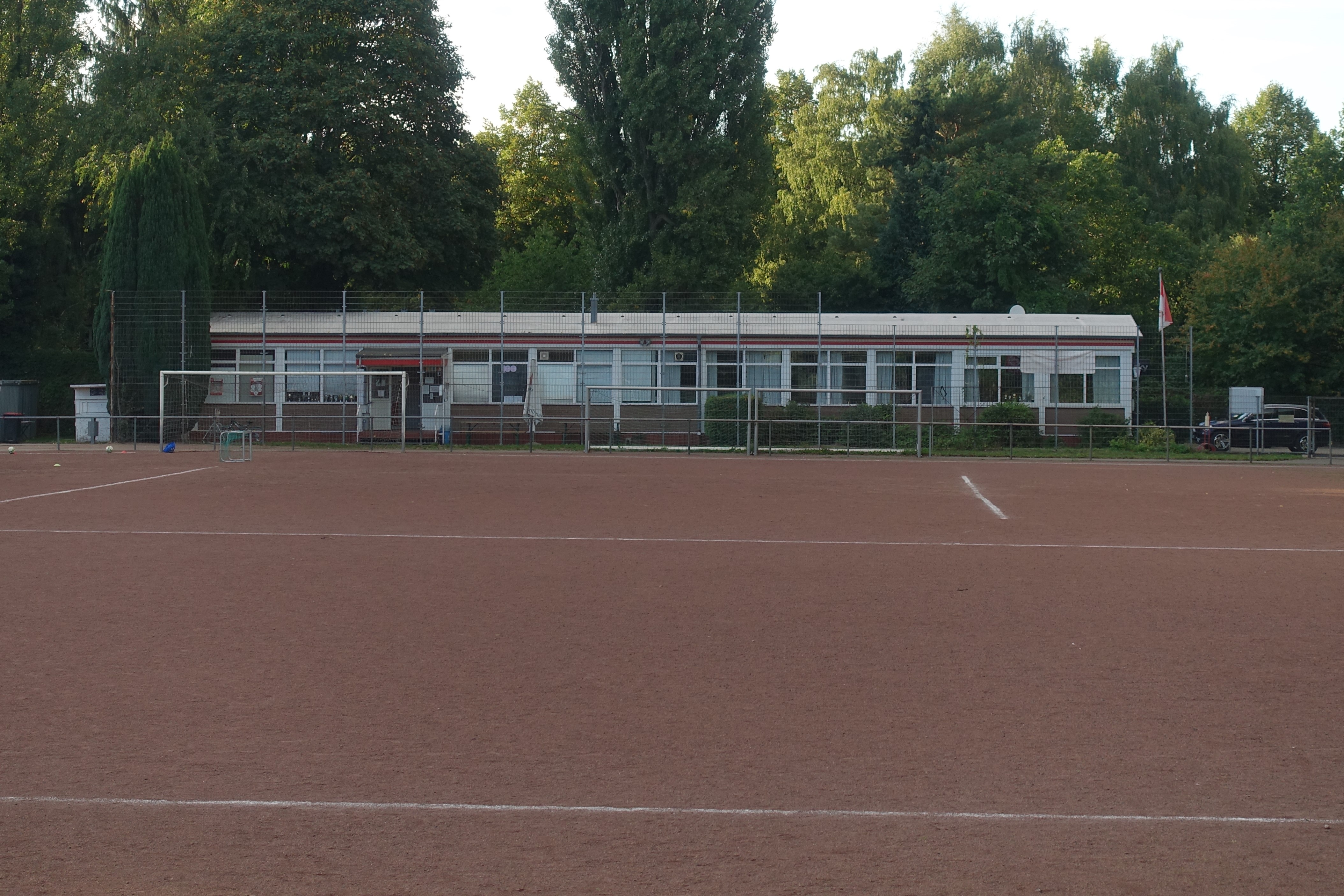
Horner TV Sportplatz mit Vereinshaus 2018

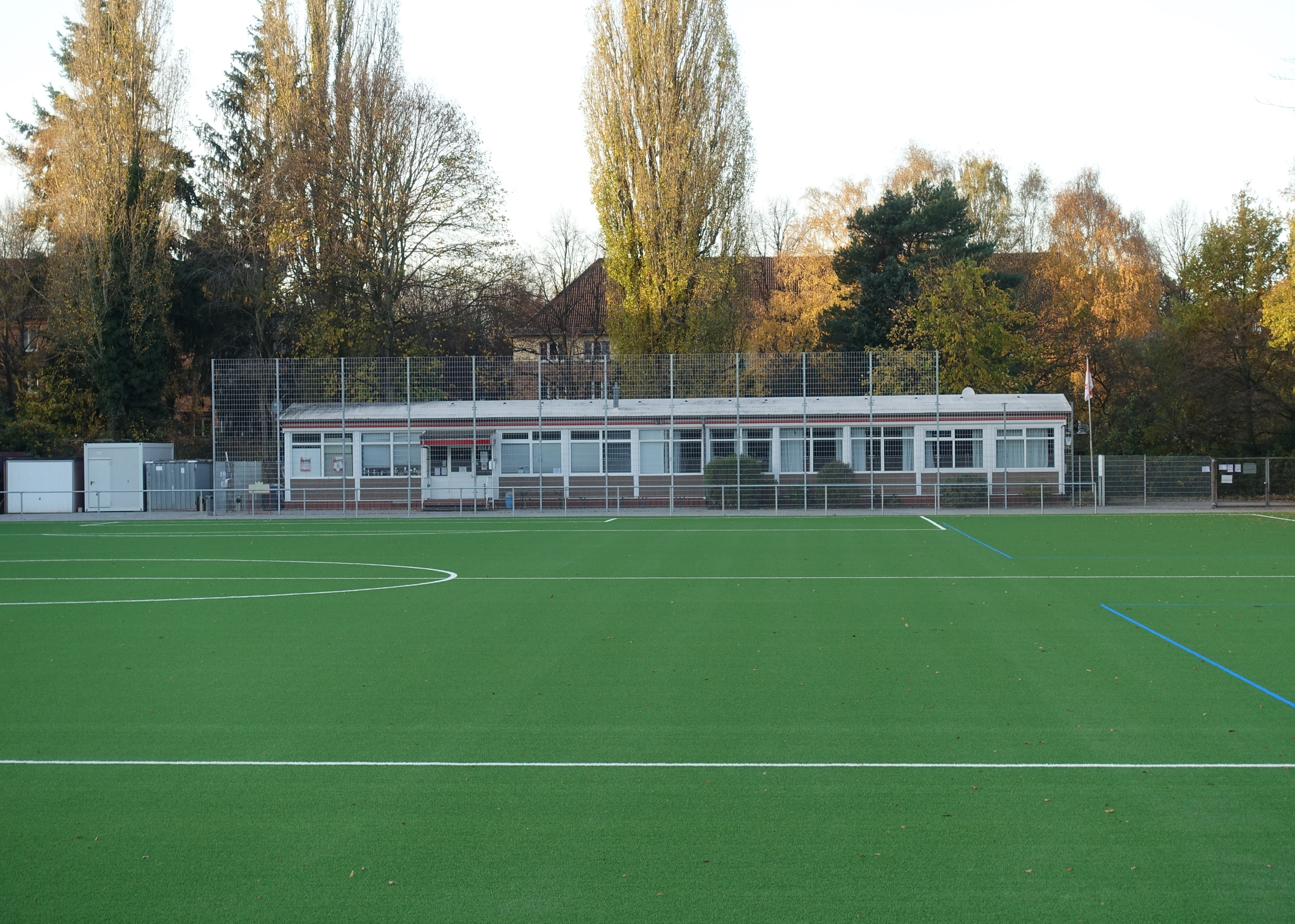
Horner TV mit neuem Kunststoffrasen (2020)

Der Horner TV (offiziell: Hamburg-Horner Turnverein e. V.) ist ein Sportverein aus dem Hamburger Stadtteil  Horn. Die erste Badmintonmannschaft spielte ein Jahr in der 2. Bundesliga. Die erste Fußballmannschaft nahm zweimal am DFB-Pokal teil.

## Geschichte
Der Verein wurde am 8. Februar 1905 gegründet. Anfangs bot der Verein neben Turnen noch Faustball, Prellball und Schlagball an. Heute umfasst das Angebot des Vereins neben Fußball und Badminton noch die Abteilungen Eltern und Kind, Aerobic/Fitness, Tischtennis, Tanzen und ShowSternchen an.

### Fußball
Im Frühjahr 1923 gründete sich erstmals eine Fußballmannschaft beim Horner TV. Im Rahmen der Reinlichen Scheidung spaltete sich die Fußballabteilung als Hamburg-Horner Sportverein 1923 ab, dessen weiteres Schicksal unbekannt ist. Erst im Jahre 1966 kam es zur Neugründung der Fußballabteilung, die sich elf Jahre später für den DFB-Pokal qualifizierte. In der ersten Runde schlugen die Horner Alemannia Eggenstein mit 2:1. Nun musste der Horner TV in Runde zwei beim TSV 1860 München antreten. 15 Minuten lang hielten die Horner ein 0:0, bevor die Mannschaft das Spiel mit 0:15 verlor. Zwischenzeitlich protestierte Alemannia Eggenstein gegen die Wertung des Erstrundenspiels, weil die Partie entgegen den Regularien auf einem Grandplatz ausgetragen wurde. Der DFB setzte ein Wiederholungsspiel der ersten Runde an, dass die Horner auf Naturrasen mit 0:8 gegen Eggenstein verloren.
1986 schafften die Horner den Aufstieg in die Landesliga, der zweithöchsten Amateurliga Hamburgs. Sieben Jahre später gelang dann der Aufstieg in die Verbandsliga Hamburg. Dort wurde die Mannschaft in der Saison 1993/94 zwar Letzter, verblieb jedoch aufgrund der Einführung der Regionalliga im Hamburger Amateuroberhaus. Ein Jahr später musste die Mannschaft dennoch absteigen. Tiefpunkt der Saison war eine 0:10-Niederlage beim SC Condor Hamburg. Im Jahre 2000 stiegen die Horner auch aus der Landesliga ab und bildeten zusammen mit dem Fußballern des SV St. Georg die Spielgemeinschaft FC St. Georg-Horn, die im Jahre 2002 in die Landesliga aufstieg und zwei Jahre später mit nur einem Punkt Rückstand auf den Niendorfer TSV Vizemeister wurde.
Die erfolgreiche Mannschaft bestand unter anderem aus Ex-Profis wie Elard Ostermann. Nur wenige Jahre später endete das Hoch in einem finanziellen Desaster. Mit 22:174 Toren und nur sechs Punkten stieg die Spielgemeinschaft im Jahre 2007 aus der Landesliga ab. Die Spielgemeinschaft zerfiel wieder, und der Horner TV übernahm den Platz in der Bezirksliga. Zwei weitere Abstiege brachten die Mannschaft im Jahre 2009 in die unterste Spielklasse, der Kreisklasse. Ein Jahr später wurde die erste Herrenmannschaft abgemeldet. Im Saisonende 2015/16 entschied sich die Horner, wieder eine eigene Herrenfußballabteilung zu gründen. Diese ging dann am 1. Juli 2016 mit einer Herrenmannschaft in der Kreisklasse an den Start. Heimspielstätte ist der Sportplatz am von-Elm-Weg.

### Badminton
Die Abteilung wurde im Jahre 1957 noch unter dem Namen Federball gegründet. Die erfolgreichste Badmintonspielerin des Horner TV ist Lilo Sauerbier, die acht deutsche Meistertitel in verschiedenen Altersklassen errang. Die Jugendmannschaft des Horner TV wurde im Jahre 1983 deutscher Vizemeister. Die erste Herrenmannschaft des Horner TV schaffte im Jahre 2012 den Aufstieg in die 2. Bundesliga Nord, musste aber nach einem Jahr wieder in die Regionalliga Nord absteigen. In der Saison 2016/17 gelang der erneute Aufstieg.